# جيمي كونور
جيمي كونور (بالإنجليزية: Jimmy Connor)‏ (1 يونيو 1909 برينفرو في المملكة المتحدة - 8 مايو 1980) هو لاعب كرة قدم بريطاني (وحمل سابقاً جنسية المملكة المتحدة لبريطانيا العظمى وأيرلندا) في مركز جناح ‏. لعب مع نادي سانت ميرين.

## وصلات خارجية
- جيمي كونور على موقع قاعدة بيانات كرة القدم.إي يو (الإنجليزية)
- جيمي كونور على موقع عالم كرة القدم.نت (الإنجليزية)